# Alfa Romeo Giulia (2015)
Alfa Romeo Giulia – samochód osobowy klasy średniej produkowany pod włoską marką Alfa Romeo od 2016 roku.

## Historia i opis modelu

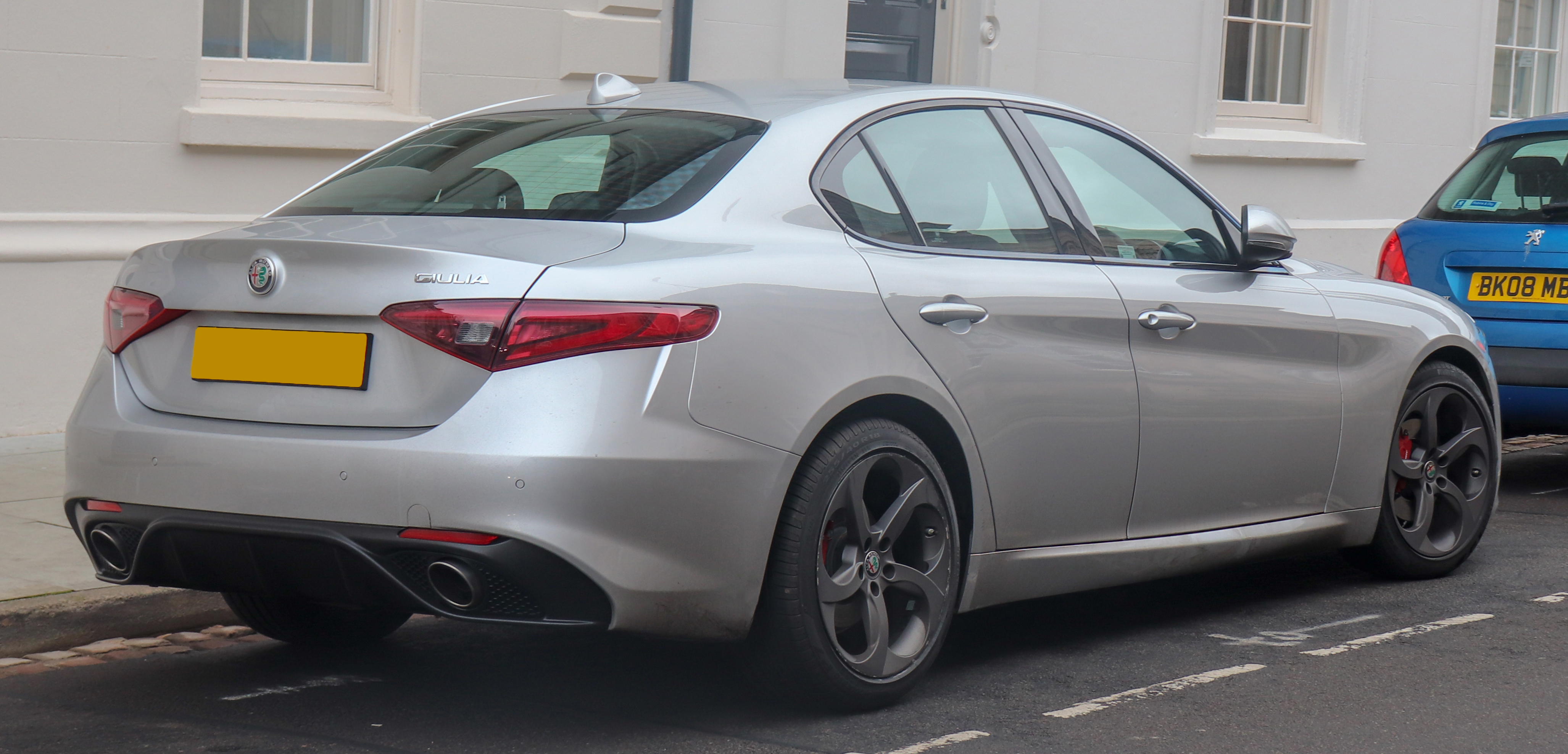
Alfa Romeo Giulia Speciale – tył

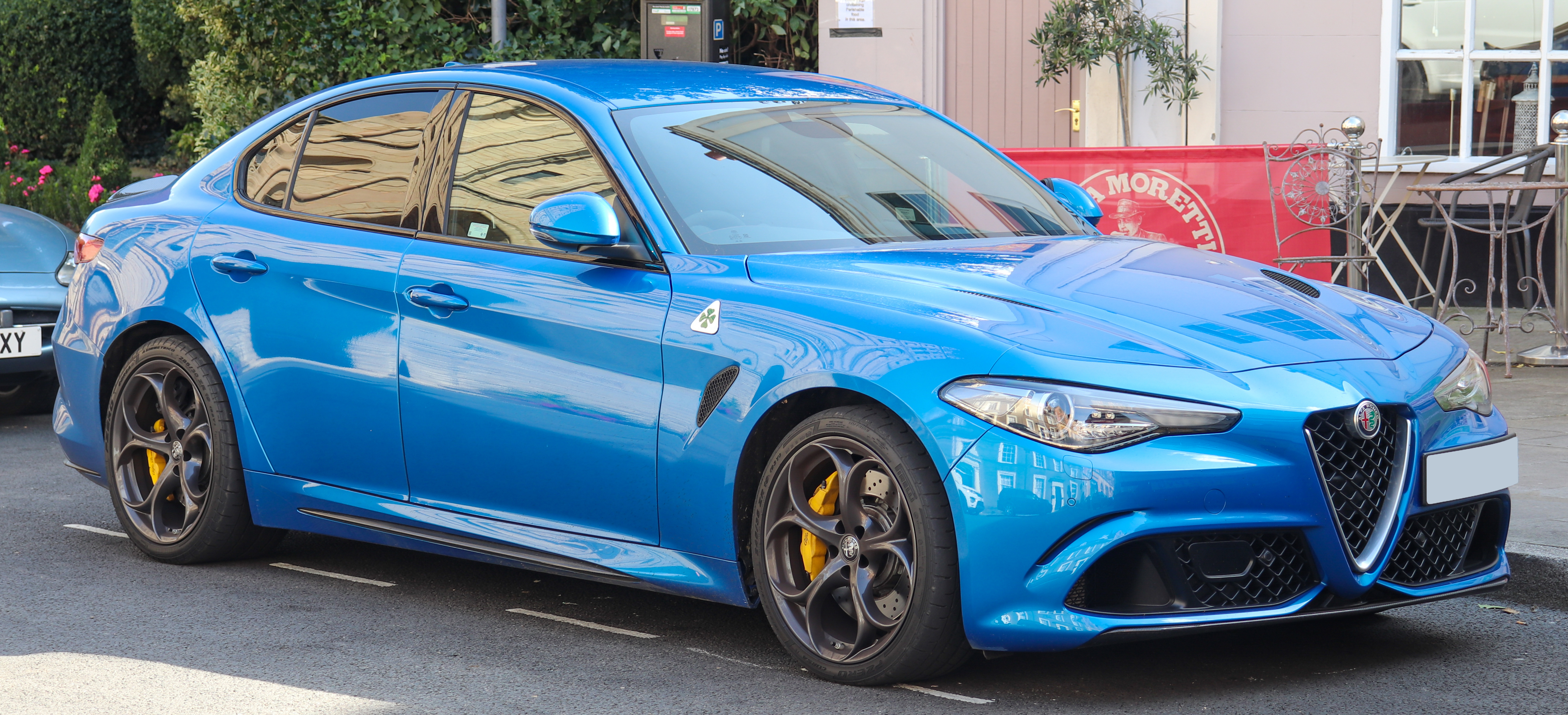
Alfa Romeo Giulia Quadrifoglio

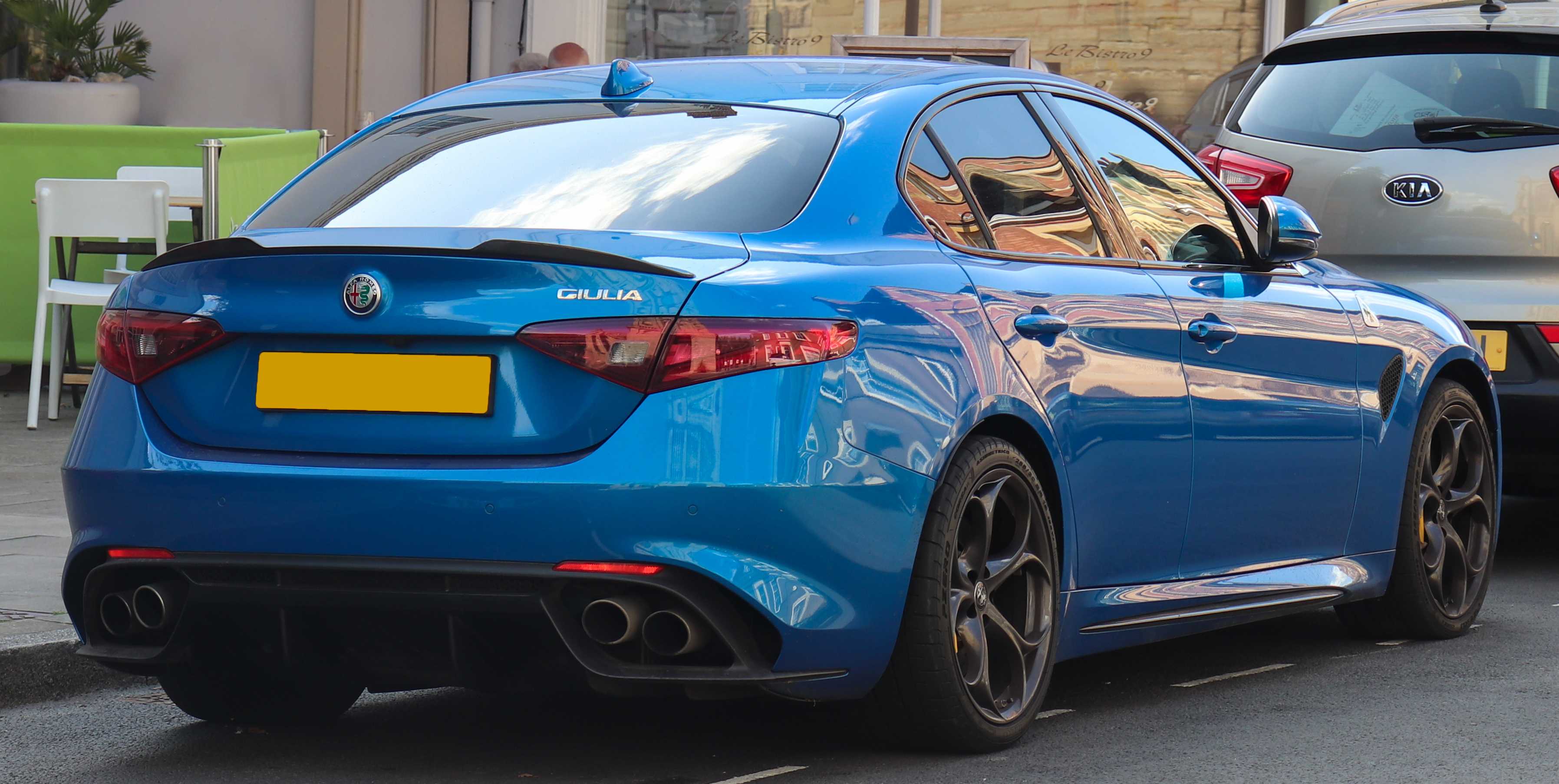
Alfa Romeo Giulia Quadrifoglio - tył

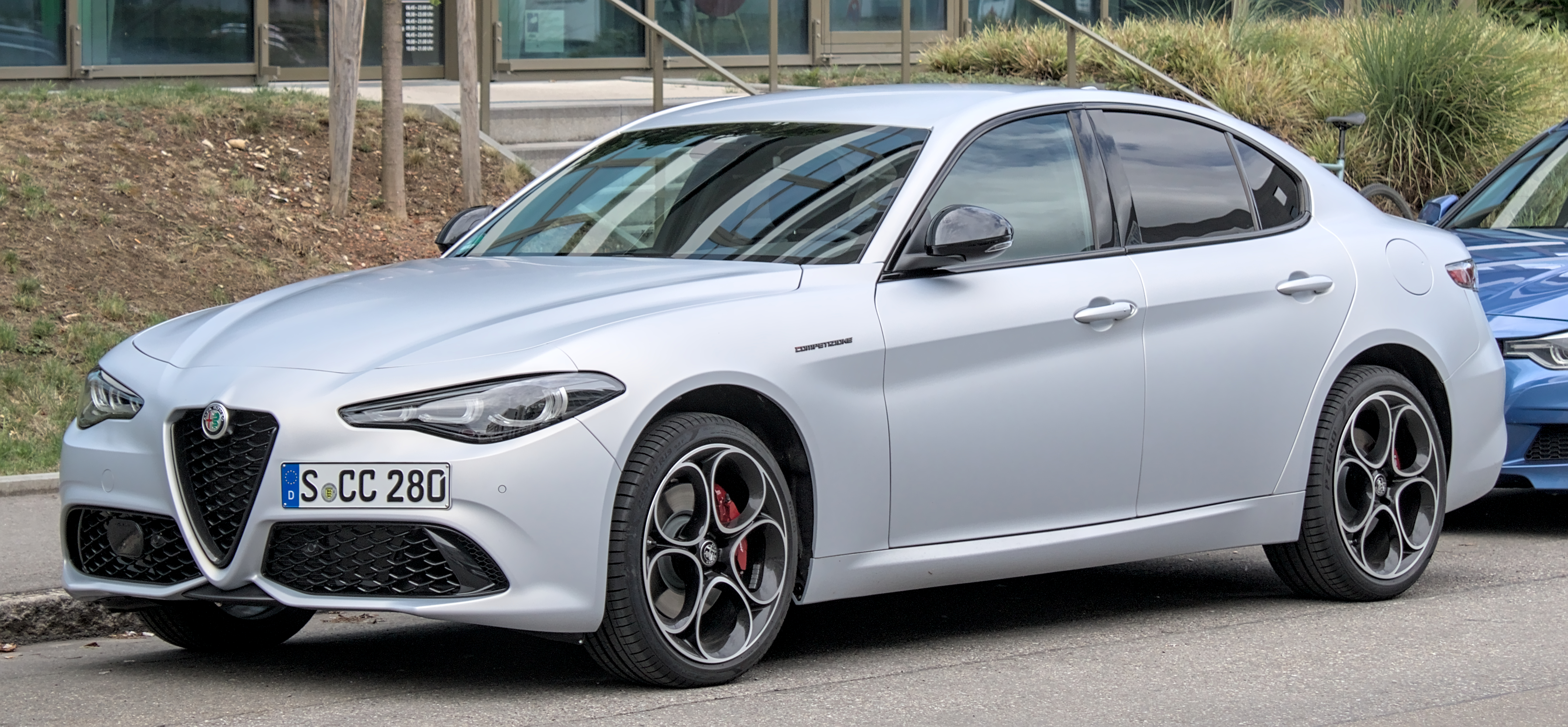
Alfa Romeo Giulia Competizione po liftingu

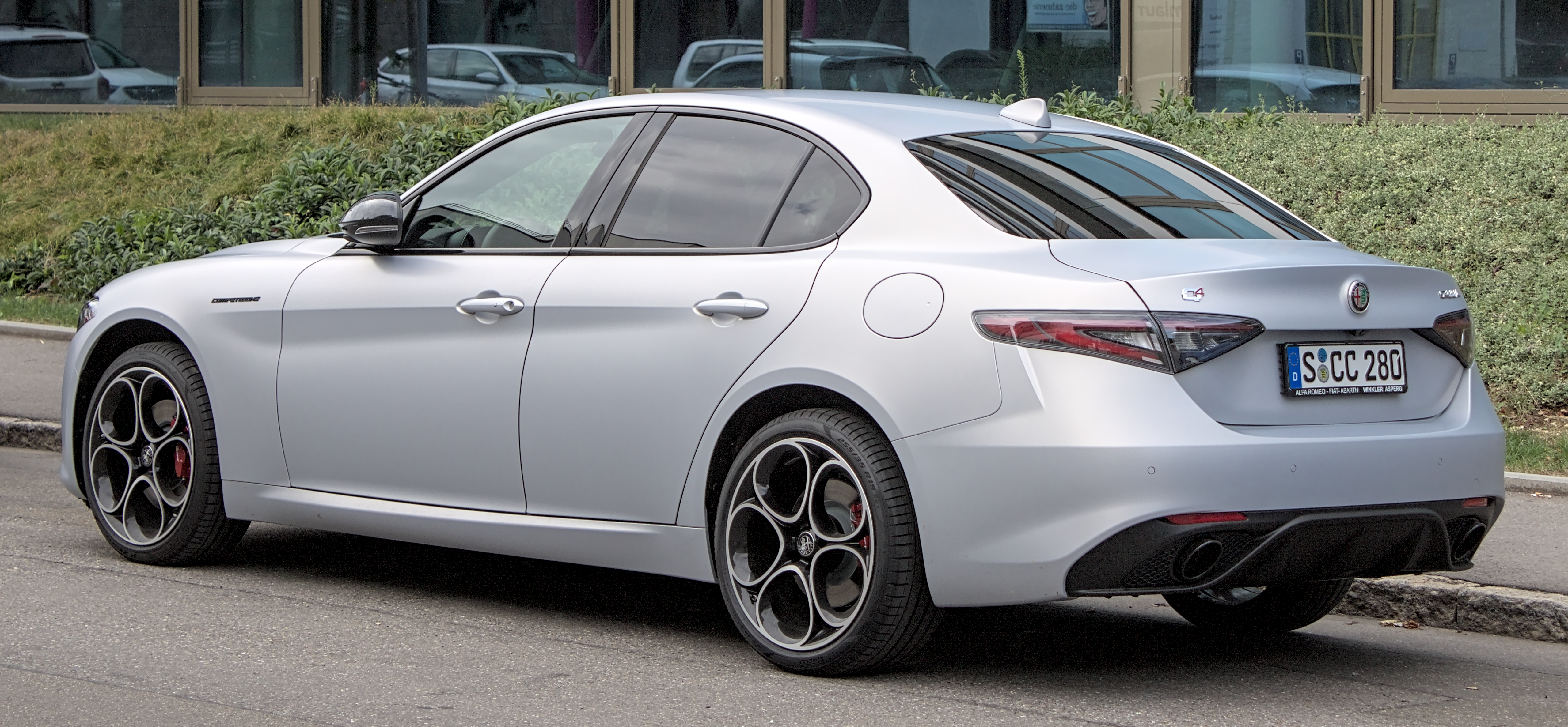
Alfa Romeo Giulia Competizione po liftingu – tył

Samochód został po raz pierwszy oficjalnie zaprezentowany w 105. rocznicę istnienia marki Alfa Romeo. Prezentacja pojazdu miała miejsce w odnowionym muzeum marki w Arese niedaleko Mediolanu 24 czerwca 2015 roku. Pierwszą zaprezentowaną wersją pojazdu był sportowy model Quadrifoglio wyposażony w silnik benzynowy 2,9 l o mocy 510 KM. Prezentacja wersji standardowej pojazdu miała miejsce rok później podczas targów motoryzacyjnych w Genewie. Początkowo oferowanym silnikiem był tylko turbodiesel 2,2 l, w kilku wersjach. Następnie doszedł silnik benzynowy 2,0 l turbo.
Auto zbudowane zostało na bazie tylnonapędowej płyty podłogowej Giorgio, wykorzystywanej w obecnie produkowanych modelach Maserati. Zaprojektowane zostało według najnowszego języka stylistycznego marki. Charakterystycznym elementem pojazdu jest atrapa chłodnicy, tzw. scudetto. Dla uczczenia autentycznych korzeni marki Alfa Romeo pojazd wyposażono w tylny napęd.
Początkowo samochód trafił do sprzedaży we Włoszech, Niemczech, Francji, Hiszpanii, Austrii, Belgii, Szwajcarii i Holandii. 23 maja 2016 roku samochód debiutował w Polsce, a w ciągu następnych tygodni także na innych rynkach Europy. Na rynku polskim ceny w 2016 roku wynosiły bez dodatkowego wyposażenia od 139 do 163,3 tysięcy zł, a wersji Quadrifoglio 359 tysięcy zł. W 2019 roku ceny, poza wersjami specjalnymi, wynosiły od 151,7 do 235,8 tysięcy zł.

### Giulia Quadrifoglio
Najmocniejsza seryjnie produkowana wersja pojazdu Quadrifoglio wyposażona została w podwójnie doładowany silnik benzynowy w układzie V6 o pojemności 2.9 l, opracowany przez inżynierów Ferrari, o mocy 510 KM. Jest to zmodyfikowany silnik Ferrari F154 – V8 o pojemności 3,9l z uciętymi dwoma cylindrami. Od zera do 100 km/h przyśpiesza w 3,9 sek. Maksymalnie osiąga 307 km/h. Silnik ten przy 6500 obrotów na minutę dostarcza maksymalną moc 510 km. Maksymalne obroty silnika wynoszą ponad 7000 obr./min. Silnik ten jest sprzężony z 8 automatyczną skrzynią biegów. Wersja przed face liftingiem mogła być wyposażona w 6-biegową skrzynię manualną. W podstawie auto posiada fotele sportowe odszyte skórą oraz alkantarą. W opcji może być ona wyposażona w kubełkowe fotele sportowe oraz hamulce ceramiczne. Alfa Romeo Giulia Quadrifoglio przejechała jedno okrążenie toru Nurburgring w czasie 7 minut i 32 sekund.
Wersja Quadrifoglio wyróżnia się m.in. otworami wentylacyjnymi na przednich zderzakach, wylotami powietrza w pokrywie silnika oraz większą atrapą chłodnicy. W tylnej części pojazdu umieszczono dyfuzor z czterema końcówkami układu wydechowego oraz spojler. W celu zmniejszenia masy pojazdu większość elementów wykonano z aluminium, włókna węglowego oraz kompozytów. Pojazd otrzymał także system Alfa DNA Pro, który od podstawowego systemu Alfa DNA wyróżnia się m.in. trybem Race, który włącza overboost oraz wzmacnia dźwięk układu wydechowego, a także system aktywnego zawieszenia. Nazwa Quadrifoglio pochodzi od włoskiego nazwa "czterolistna koniczyna". Po raz pierwszy znak czterolistnej koniczyny został użyty w bolidzie włoskiego producenta w 1923 roku. Kazał go namalować jeden z kierowców "na szczęście". Tego samego dnia wygrał on wyścig. Była to zielona czterolistna koniczyna na białym tle w formie kwadratu. Na figurę na tło został wybrany kwadrat, ponieważ w tamtych czasach Alfa miała w swojej stajni 4 kierowców. Podczas następnego wyścigu kierowca ten jechał pojazdem bez symbolu czterolistnej koniczyny. Po kilku minutach wyścigu wypadł on z trasy i rozbił się; podniósł on śmierć na miejscu. Po jego śmierci biały kwadrat zamieniony został na trójkąt symbolizujący trzech kierowców. Na jego cześć wszystkie sportowe modele Alfy Romeo posiadają czterolistną koniczynę na białym tle.

### Giulia GTAm

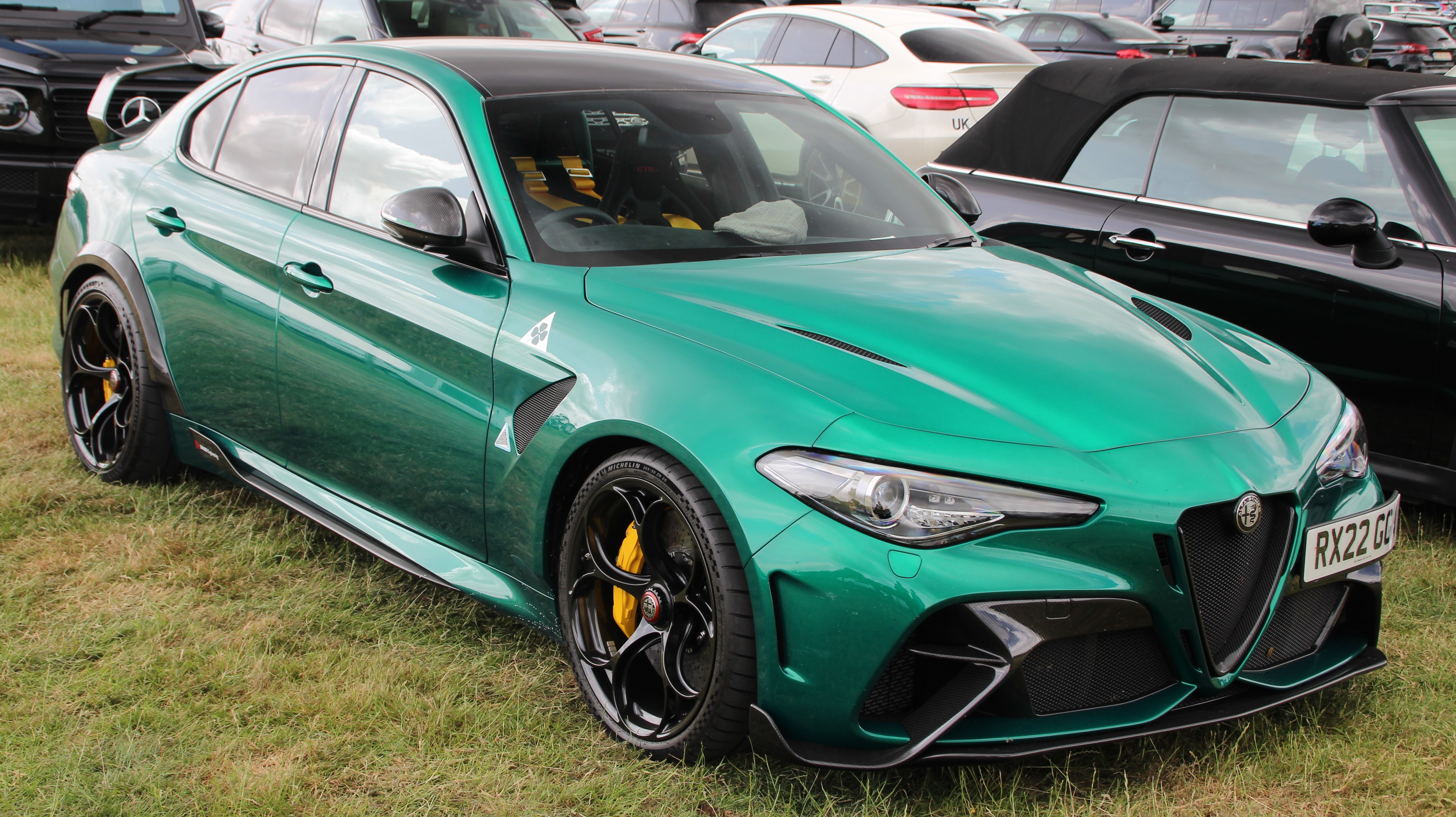
Alfa Romeo Giulia GTAm

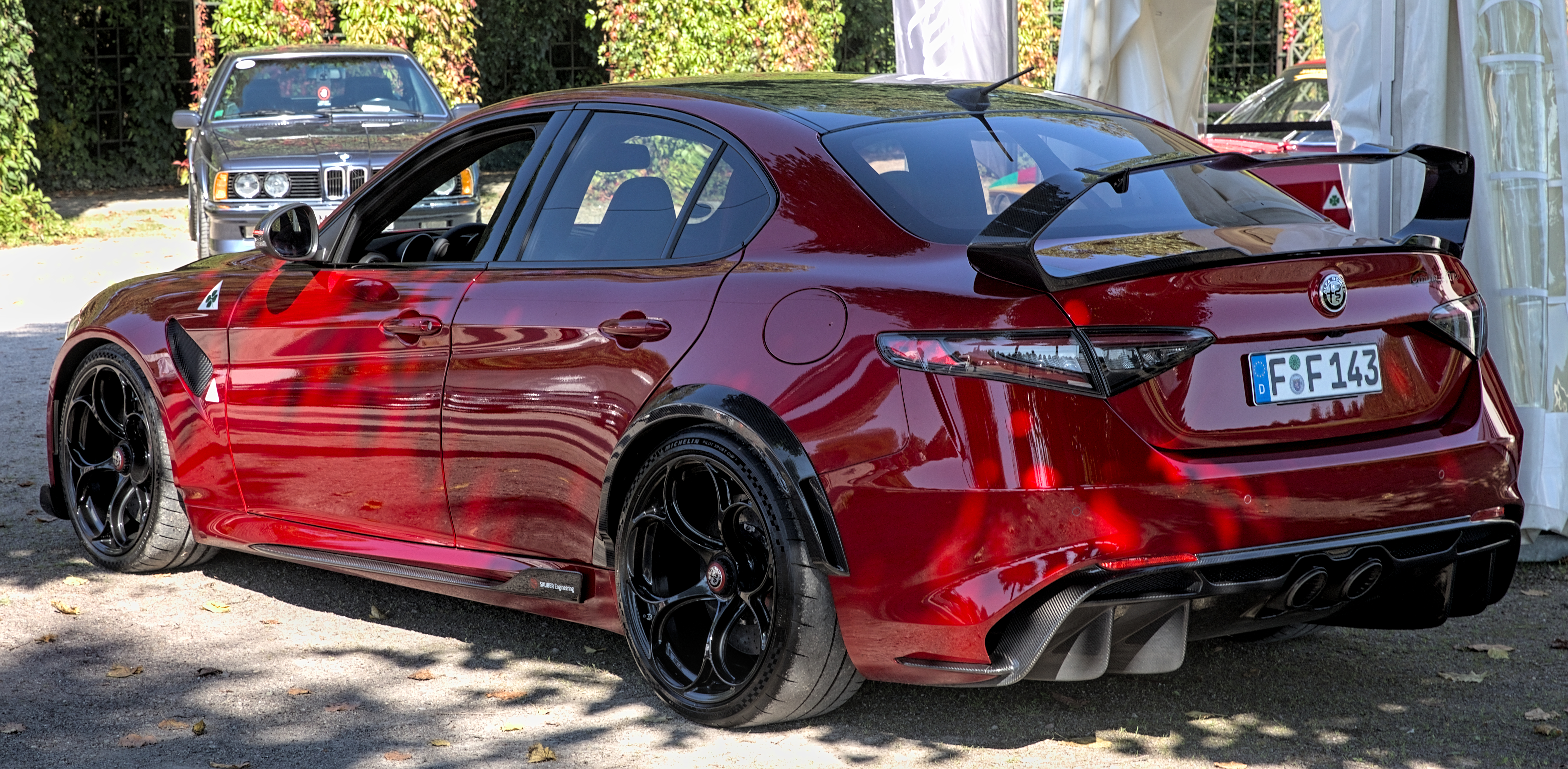
Alfa Romeo Giulia GTAm - tył

W marcu 2020 roku wprowadzono wersje specjalne GTA i GTAm z okazji 110 rocznicy powstania marki Alfa Romeo. Za zaprojektowanie pojazdów odpowiadają nie tylko inżynierowie Alfy, ale także eksperci spoza firmy, modele to według Włochów powrót do korzeni. Za poprawioną aerodynamikę odpowiada Sauber Engineering, który sięgnął po elementy z włókien węglowych (dyfuzor, spojlery, listwy progowe). Na liście modyfikacji znajdują się również m.in. centralny układ wydechowy Akrapovic, poszerzony rozstaw kół przednich i tylnych, nowy zestaw sprężyn i amortyzatorów oraz wzmocniony układ napędowy. W wersji GTA otrzymamy silnik o mocy 510 KM, natomiast w GTAm o mocy 540 KM. W przypadku obu modeli udało się zmniejszyć masę pojazdu o 100 kg. Wersje GTA i GTAm oprócz wyższej mocy silnika, rozróżnia także dwuosobową kabiną w mocniejszej wersji, dodatkowe wzmocnienie karoserii, zubożone wnętrze bez tradycyjnych paneli drzwiowych czy też spore tylne skrzydło z włókna węglowego. Mocniejszy model ma przyśpieszać do pierwszych 100 km/h w zaledwie 3,6 sekundy. Ma zostać wyprodukowane 500 egzemplarzy obu modeli, a każdy klient w gratisie również ma otrzymać kask Bell, kombinezon, rękawiczki, buty, a także specjalny kurs jazdy Alfa Romeo Driving Academy. Ceny samochodów to odpowiednio 175 890 euro dla wersji GTA i 180 810 euro dla wersji GTAm.

### Bezpieczeństwo
Giulia otrzymała wyróżnienie amerykańskiego instytutu IIHS za najwyższy standard ochrony kierowcy i pasażerów w przypadku kolizji – „Top Safety Pick+”, uzyskując w każdym z pięciu testów najwyższą notę. Wyniki w testach Euro NCAP również były bardzo wysokie – Alfa Romeo otrzymała 5 gwiazdek, ustanawiając wtenczas rekordowy wynik pod względem ochrony dorosłych pasażerów. Technologicznie rozwiązania z zakresu bezpieczeństwa wbudowane w samochód obejmują systemy ostrzegające o niebezpieczeństwie i minimalizujące skutki kolizji – autonomiczne, awaryjne hamowanie, tempomat adaptacyjny, asystentów martwego pola i pasa ruchu.

### Nagrody i wyróżnienia

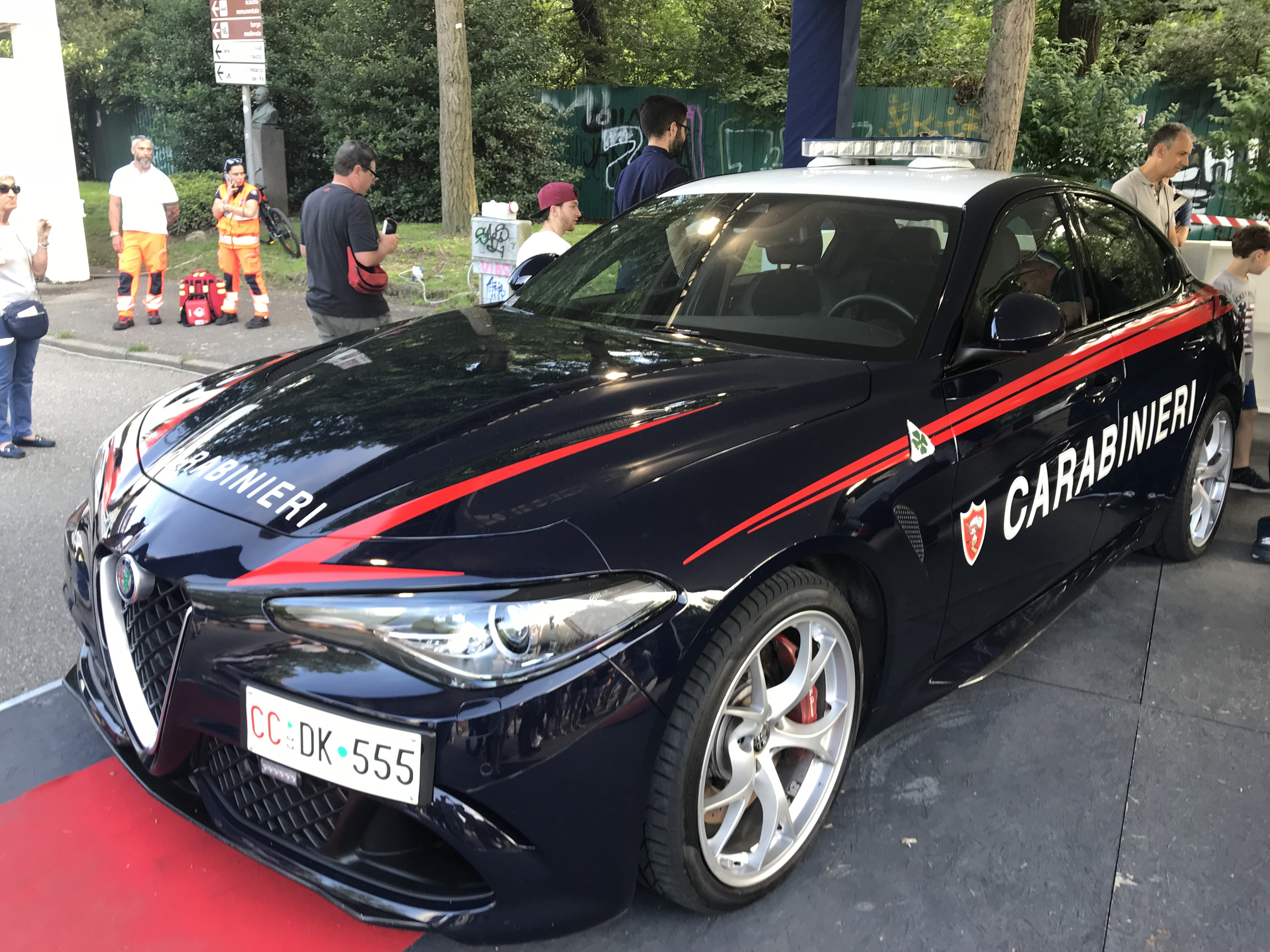
Alfa Romeo Giulia Quadrifoglio Carabinieri

W 2016, 2017, oraz 2018 roku Alfa Romeo Giulia zdobyła pierwsze miejsce wśród samochodów klasy średniej w polskiej edycji największego europejskiego plebiscytu  motoryzacyjnego „Best Cars” organizowanego przez miesięcznik Auto motor i sport, natomiast w 2015 i w 2016 roku Giulia zwyciężyła w plebiscycie "Auto Lider", w 2015 jako „Premiera Motoryzacyjna 2015”, a w 2016 roku w kategorii „Auto Klasy Średniej”. Giulia w 2017 roku została również ogłoszona jako „Samochód Roku Playboya 2017” w kategorii samochodów sportowych. W 2020 roku Alfa Romeo Giulia QV została uznana za "Sportowy samochód roku" przez magazyn Auto Bild Sportscars, oraz zdobyła 4 nagrody w konkursie „Sport Auto Award 2020”.

### Restylizacje
W połowie 2020 roku samochód przeszedł pierwszy face lifting. Zmieniono m.in. klosze lamp tylnych, grill przedni, wprowadzono nowe wzory aluminiowych felg o rozmiarze do 21 cali, do wyposażenia opcjonalnego dołączył tytanowy wydech opracowany przez inżynierów z Akrapović. We wnętrzu pojazdu zmieniono kierownicę, lewarek zmiany biegów, zmodyfikowana została konsola środkowa. Klienci od teraz będą mogli wybrać kolor pasów bezpieczeństwa, a na zamówienie standardowe fotele będą mogli wymienić na kubełkowe, wykonane z karbonu siedzenia Sparco. Model otrzymał także nowy system multimedialny z ekranem dotykowym o przekątnej 8,8 cala, wyposażony w podmodem Performance Pages”, który prezentuje informacje przydatne podczas ekstremalnej jazdy na torze, cyfrowe stopery do pomiaru czasów okrążeń czy przyspieszeń, a także system ADAS 2 oferujący możliwość jazdy autonomicznej na poziomie drugim. Samochód trafił do sprzedaży latem 2020 roku.
W październiku 2022 roku auto przeszło drugą, rozleglejszą modernizację. Zmiany zaszły zarówno z przodu, jak i wewnątrz oraz w gamie silnikowej. Zastosowano nowy układ elementów świetlnych w reflektorach, nawiązujący do Alfa Romeo Tonale. Zmodernizowano również grill oraz tylne światła – np. Stelvio ma przydymione klosze z czarnym błyszczącym wykończeniem. W środku można znaleźć nowy ekran zestawu wskaźników. Ten 12,3-calowy wyświetlacz przekazuje dane w trzech różnych układach graficznych: nowoczesnym Evolved, minimalistycznym Relax i Heritage, który nawiązuje do wskaźników Alf Romeo z lat 60. i 70. XX w.

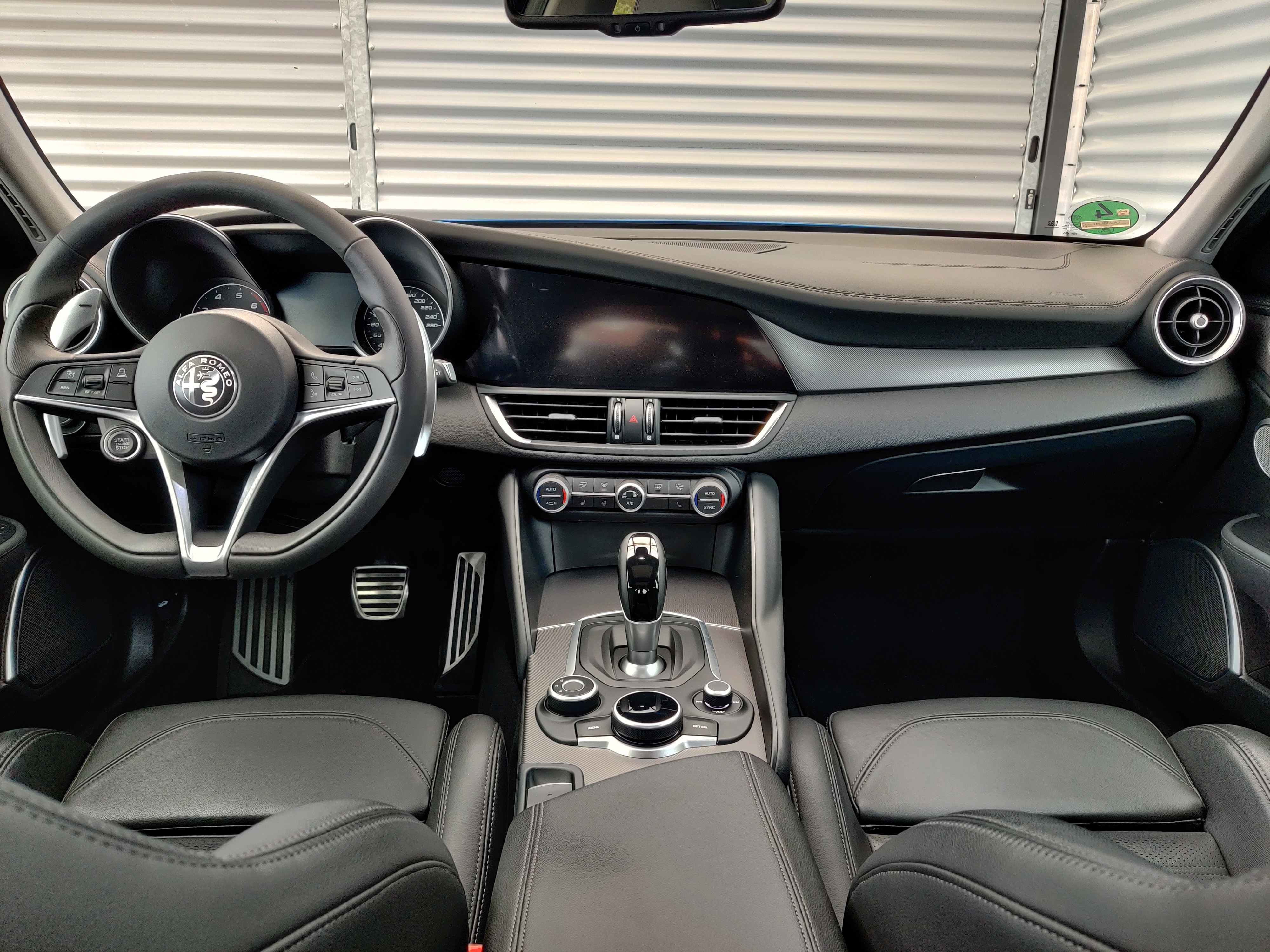
Alfa Romeo Giulia – kokpit

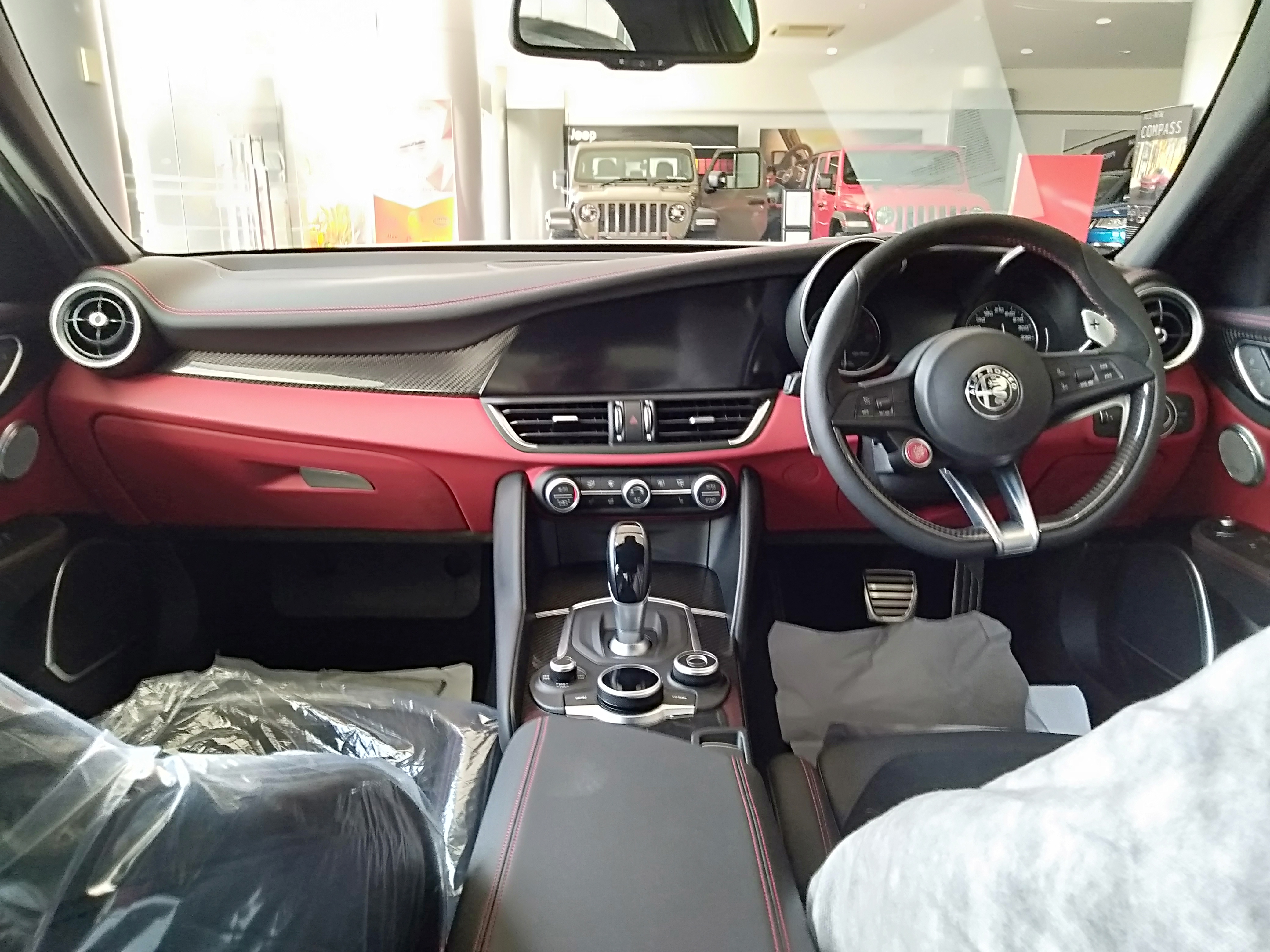
Alfa Romeo Giulia Quadrifoglio – kokpit

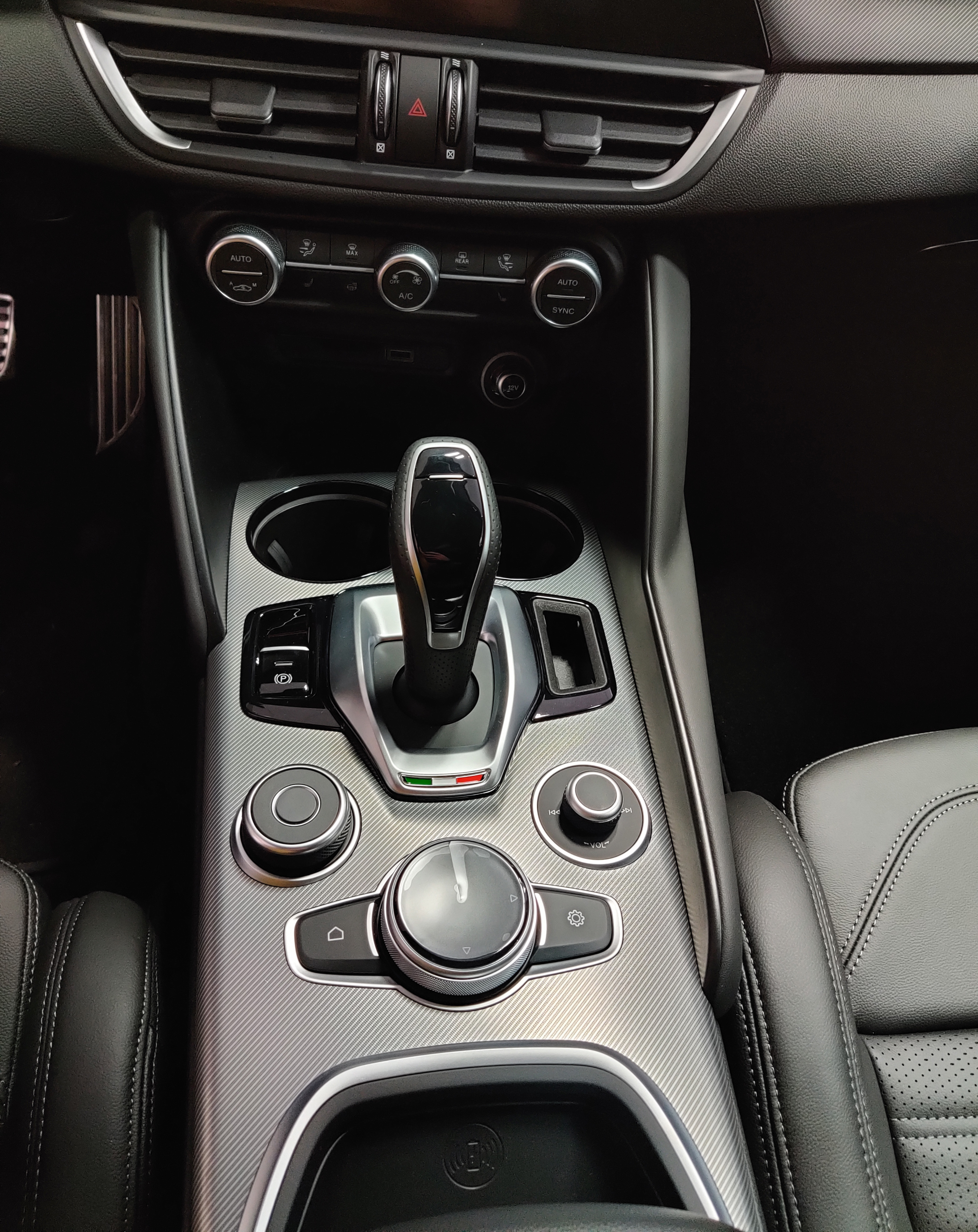
Konsola centralna po liftingu z 2020

### Wersje wyposażenia
- Business
- Giulia
- Super
- Sprint
- Ti
- Veloce
- Veloce Ti
- Competizione
- Tributo Italiano
- Intensa
- Quadrifoglio
- Bi-Tech Edition – wersja specjalna
- 6C Villa D'Este - wersja limitowana
- Milano – wersja limitowana
- GTA – wersja limitowana
- GTAm – wersja limitowana

Podstawowa wersja Giulia (Business) wyposażona jest standardowo w m.in. system ABS, system Alfa DNA z trzema trybami, autonomiczny system awaryjnego hamowania (AEB) z funkcją wykrywania pieszych, zintegrowany system hamowania (IBS), system ostrzegania o niezamierzonej zmianie pasa ruchu (LDW), światła do jazdy dziennej, światła przeciwmgłowe, tylne lampy wykonane w technologii LED, dwustrefową klimatyzację automatyczną, skórzaną kierownicę, tempomat, czujnik zmierzchu oraz deszczu, elektryczny hamulec postojowy, 8-głośnikowy system audio Connect z 6,5-calowym ekranem, radiem CD/MP3, portem AUX, Bluetooth, a także 16-calowe alufelgi.
Wersja Super wyposażona dodatkowo jest w m.in. 17-calowe alufelgi, drewniane i chromowane wykończenie wnętrza, skórzaną tapicerkę, podgrzewane przednie fotele, elektrycznie sterowane fotele z 8-płaszczyznową regulacją i pamięcią ustawień fotela kierowcy, podgrzewaną kierownicę.
Wersja Veloce dodatkowo została wyposażona w m.in. 18-calowe felgi aluminiowe, sportowe siedzenia, sportową podgrzewaną kierownicę obszytą skórą, panel deski rozdzielczej pokryty aluminium, aluminiowe nakładki na pedały, reflektory bi-ksenonowe, oraz elektrycznie regulowane i składane lusterka boczne.
Wersja Veloce Ti została dodatkowo wyposażona w m.in. 19-calowe felgi aluminiowe, sportowe siedzenia wykonane ze skóry i alcantary, deskę rozdzielczą obszytą skórą, chłodzony schowek, czujniki parkowania przednie i tylne, czarną podsufitkę, przyciemniane szyby, wykończenie wnętrza w stylizacji włókna węglowego, a także nawigację Uconnect Nav z wyświetlaczem 8,8 cala.
Topowa, usportowiona wersja Quadrifoglio wyposażona dodatkowo jest w m.in. system Alfa DNA z czterema trybami, dynamiczne zawieszenie i przedni spojler wysuwany automatycznie przy prędkości powyżej 100 km/h.
Opcjonalnie auto doposażyć można m.in. w sportową kierownicę, reflektory biksenonowe, adaptacyjne reflektory przednie (AFS), kamerę cofania, napęd na cztery koła Q4, czujniki parkowania, automatyczne włączanie świateł mijania, fotochromatyczne lusterko wsteczne, system monitorowania martwego pola z funkcją wykrywania obiektów przecinających drogę cofania, podgrzewane dysze spryskiwaczy, 10-głośnikowy system audio lub 900-watowy system Harman&Kardon wyposażony w 14-głośników i 12-kanałowy wzmacniacz, a także system bezkluczykowy i podświetlenie klamek zewnętrznych.

### Silniki
| Silnik                | Pojemność skokowa [cm³] | Typ silnika        | Średnica cylindra x skok tłoka [mm] | Stopień sprężania  | Moc maksymalna [KM] przy obr./min | Maks. moment obrotowy [Nm] przy obr./min | Przyspieszenie 0–100 km/h [s] | Prędkość maks. [km/h] |                    |
| Silniki benzynowe:    | Silniki benzynowe:      | Silniki benzynowe: | Silniki benzynowe:                  | Silniki benzynowe: | Silniki benzynowe:                | Silniki benzynowe:                       | Silniki benzynowe:            | Silniki benzynowe:    | Silniki benzynowe: |
| --------------------- | ----------------------- | ------------------ | ----------------------------------- | ------------------ | --------------------------------- | ---------------------------------------- | ----------------------------- | --------------------- | ------------------ |
| 2.0 Turbo             | 1995                    | R4                 | 84x90                               | b.d.               | 200 (148)/5000                    | 330/1750                                 | 6,6                           | 235                   |                    |
| 2.0 Turbo             | 1995                    | R4                 | 84x90                               | b.d.               | 280 (206)/5000                    | 400/1750                                 | 5,2                           | 240                   |                    |
| 2.9 V6 Bi-Turbo       | 2891                    | V6                 | 86,5x82                             | 9,3:1              | 510 (375)/6500                    | 600/2500-5000                            | 3,9                           | 307                   |                    |
| Silniki wysokoprężne: |                         |                    |                                     |                    |                                   |                                          |                               |                       |                    |
| 2.2 MultiJet 2        | 2143                    | R4                 | b.d.                                | b.d.               | 150 (110)/4000                    | 380/1500 automat: 450/1750               | 8,3                           | 220                   |                    |
| 2.2 MultiJet 2        | 2143                    | R4                 | b.d.                                | b.d.               | 180 (132)/3750                    | 380/1750 automat: 450/1750               | 7,1                           | 230                   |                    |
| 2.2 MultiJet 2        | 2143                    | R4                 | b.d.                                | b.d.               | 210(154)/3750                     | 410/1750 automat: 450/1750               | 6,6                           | 250                   |                    |

### Sprzedaż w Polsce
| Rok  | Sprzedaż (szt.) |
| ---- | --------------- |
| 2016 | 81              |
| 2017 | 437             |
| 2018 | 370             |
| 2019 | 420             |